# Subject to Change (альбом Ванессы Мэй)
Subject to Change — студийный альбом Ванессы-Мэй, один из самых долгожданных и удачных, издан в 2001 году.

## Список композиций
1. «Yantra» (Vanessa-Mae) — 5:52
2. «White Bird» (David Laflamme) — 5:33
3. «Picante» (Vanessa-Mae) — 2:57
4. «Destiny» (Vanessa-Mae) — 6:48
5. «Night Flight» (Vanessa-Mae) — 4:41
6. «Clear Like Ice» (Vanessa-Mae) — 5:09
7. «Laughing Buddha» (Vanessa-Mae) — 6:08
8. «Pasha» (Vanessa-Mae) — 4:27
9. «Solace» (Vanessa-Mae) — 4:33
10. «Love is Only a Game» (Vanessa-Mae) — 2:53
11. «Deep South» (Vanessa-Mae) — 6:19
12. «Jamais» — 9:06
13. «Tourmaline» (скрытый трек)